# Ágoston Schulek
Ágoston Schulek, né le 6 août 1943 à Košice et mort le 2 octobre 2011 à Budapest, est un ancien triple médaillé d'or du championnat hongrois de saut à la perche, un entraîneur et un professeur agrégé hongrois. Il fut président de la Fédération hongroise d'athlétisme et le président d'honneur du Comité olympique hongrois jusqu'à sa mort.

## Biographie
Membre d'une fratrie de huit, il est le fils de Tibor Schulek, pasteur luthérien, et Edit Majoross, designer et professeur de dessin. Après des études secondaires au gymnase Attila József de Budapest, il est diplômé de l'université d'éducation physique de Budapest comme professeur et entraîneur sportif.
Il est un athlète du Budapest Vasas jusqu'en 1963,  du TFSE de 1963 à 1967 et du Vasas SC de 1967 à 1969. Son record individuel est de 490 cm. Il a remporté trois championnats hongrois, a été sept fois le tenant du titre national et quinze fois au sein de l'équipe nationale. Il est 9e aux Championnats d'Europe d'athlétisme en salle 1970.
Il est de 1991 à 2001 puis de 2008 à 2009 le président de la Fédération hongroise d'athlétisme (MAS), puis le président d'honneur. Il est membre du conseil d'administration du Comité olympique hongrois (MOB) de 1991 à 2001 et son vice-président de 1992 à 1996. De 1998 à 2001, il est président de la Fédération sportive olympique. De 1995 à 2007, il est vice-président de l'Association européenne d'athlétisme (EAA) puis membre du conseil d'honneur de l'Association à partir de 2008. 
Entre 1970 et 1974, il entraîne Vasas. Entre 1974 et 2002, il est formateur au TFSE et professeur agrégé au département d'athlétisme de l'université Semmelweis et est entre 1990 et 1994 recteur adjoint des études générales et universitaires. De 1980 à 1984, il est entraîneur de saut de l'équipe sportive du Koweït et de 1987 à 1989 capitaine fédéral de l'équipe sportive hongroise. Il fut notamment le maître entraîneur de László Szalma, double champion d'Europe en saut en longueur, et du champion olympique et mondial István Bagyula.
Il est directeur des sports de l'université Saint-Étienne de Gödöllő entre 2000 et 2004 puis le chef du département d'éducation physique de 2004 à 2007.
Acteur de la vie politique hongroise, il fut le président de l'Association hongroise et européenne du patrimoine (2008) et le porte-parole et fondateur du Forum sur la cohésion civile (Civil Összefogás Fórum). Membre du « Conseil des Cent » (Százak Tanácsa) dont il fut le président.

## Palmarès
| Année | Compétition          | Lieu | Résultat | Marque |
| ----- | -------------------- | ---- | -------- | ------ |
| 1967  | Championnat hongrois |      | 1er      | 4,80 m |
| 1968  | Championnat hongrois |      | 1er      | 4,75 m |
| 1969  | Championnat hongrois |      | 1er      | 4,85 m |
| 1970  | Championnat hongrois |      | 3e       | 4,87 m |

## Récompenses
- 1973 : Digne athlète de la République populaire de Hongrie (A Magyar Népköztársaság Érdemes Sportolója)
- 1991 : Maître entraîneur (Mesteredző)
- 1998 : Croix d'officier de l'ordre du Mérite hongrois « pour son travail exceptionnel dans la préparation et l'organisation des Championnats d'Europe d'athlétisme »
- 2002 : Grade d'or de l'ordre de l'athlétisme hongrois
- 2003 : Insigne de vétéran de l'Association internationale d'athlétisme "pour son leadership national et international exceptionnel et son travail organisationnel"
- 2006 : Membre perpétuel du Vasas Sports Club
- 2010 : Prix de la Société Széchenyi
- 2011 : Prix « Haza Embere »
- 2011 : Prix du patrimoine hongrois (Magyar Örökség díj) pour service à la nation
- 2012 : Prix du Fair Play hongrois (Magyar Fair Play díj), catégorie Œuvre d'une vie

## Hommages
- Piste d'athlétisme « Ágoston Schulek » à Bonyhád (2016)
- Concours commémoratif « Ágoston Schulek »

### Sources
- Cserháti László, Dr. Schulek Ágoston és felesége, Szkalla Edith tevékenységének méltató beszéde, Société Széchenyi, 20 septembre 2010
- Biographie par la Fédération hongroise d'athlétisme  (site de l'Université Semmelweis)
- Nombreux numéro du magazine sportif Nemzeti Sport (en): XXIII. évf. 175. sz. (03.09.1967) ; XXIII. évf. 191. sz. (25.09.1967) ; XXIII. évf. 201. sz. (09.10.1967) ; XXIII. évf. 205. sz. (15.10.1967) ; XXV. évf. 146. sz. (30.06.1969) ; XXI. évf. 188. sz. (21.09.1965) ; XXI. évf. 250. sz. (17.12.1965) ; XXIII. évf. 17. sz. (27.01.1967) ; XXIII. évf. 254. sz. (22.12.1967) ; XXV. évf. 3. sz. (06.01.1969) ; XXVI. évf. 5. sz. (07.01.1970); XXVII. évf. 10. sz. (12.01.1971) ; XXVIII. évf. 5. sz. (07.02.1972) ; XXIX. évf. 7. sz. (12.01.1973) ; XXX. évf. 10. sz. (13.01.1974) ; XXX. évf. 301. sz. (23.12.1974).